# Itapúa
Itapúa – jeden z departamentów Paragwaju. Ośrodkiem administracyjnym jest Encarnación. Departament leży przy granicy z Argentyną (prowincje Corrientes i Misiones). Sąsiednie 3 departamenty paragwajskie to:
- Paraguarí na zachodzie;
- Caazapá na północnym zachodzie;
- Alto Paraná na północy.

## Dystrykty
Departament dzieli się na 30 dystryktów:
1. Alto Verá
2. Bella Vista
3. Cambyretá
4. Capitán Meza
5. Capitán Miranda
6. Carlos Antonio López
7. Carmen del Paraná
8. Coronel Bogado
9. Edelira
10. Encarnación
11. Fram
12. General Artigas
13. General Delgado
14. Hohenau
15. Itapua Poty
16. Jesús
17. José Leandro Oviedo
18. La Paz
19. Mayor Julio D. Otaño
20. Natalio
21. Nueva Alborada
22. Obligado
23. Pirapó
24. San Cosme y Damián
25. San Juan del Paraná
26. San Pedro del Paraná
27. San Rafael del Paraná
28. Tomás Romero Pereira
29. Trinidad District
30. Yatytay